# أوريغامي الحمض النووي

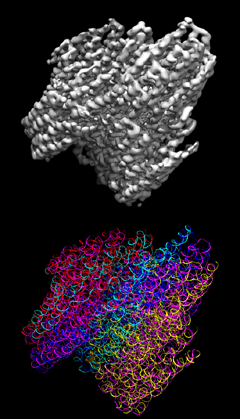

أوريغامي الحمض النووي هو طي الحمض النووي في قياس نانو ليتكون شكل ثلاثي أو ثنائي الابعاد ذو ابعاد نانوية إجباريا.

خصوصية التفاعلات بين أزواج القاعدة المتكاملة المكونة للحمض النووي مفيدة لتصميم بنية مواد القاعدات المتوالية.
قدمت من قبل باول روثموند في معهد كالفورنيا للكنولوجيا، تنطوي عملية الطي لفرع واحد طويل من فيروس حمض نووي ريبوزي منقوص الأكسجين المساعد من الجدائل المتعددة الصغيرة فالجدائل ترتبط بشكل أقصرطولا في أماكن الفيروس فيعطي اشكال متعددة للفيروس بما في ذلك الوجه المبتسم والخريطة الخشنة من الصين والأمريكيتين معا بالإضافة للهياكل ثلاثية الابعاد مثل المكعبات.
لإنتاج الشكل المطلوب، يتم رسم الصورة بملء النقط خيط واحد لجزئ الحمض النووي، ويتم تغذية هذا التصميم ببرامج كمبيوتر الذي يحسب موضع الجدائل الفردية الرئيسية التي ترتبط جميعها إلى مناطق محددة لقالب الحمض النووي وتسبب قاعدة اقتران واتسون كريك التسلسل اللازم لجميع الفروع الأساسية المعروفة وعرضها.
يتم خلط الحمض النووي ثم تسخينه وبعد ذلك يبرد، وعند الحمض النووي يتم سحب الفيروس الأساسي في الشكل المطلوب ويتم مشاهدة التصميم مباشرة بعدة طرق بما فيها مجهر القوة الذرية والمجهرالفلوري عندما يرتبط الحمض النووي مع مادة الفلورية.
طريقة التجميع الذاتي من أسفل إلى أعلى هي طريقة واعدة قليلة التكاليف، فيتم التوليف الموازي للبناء النانوي تحت ظروف معتدلة نسبيا، وتم اقتراح العديد من التطبيقات المحتملة بمافي ذلك تجميد الأنزيم، حمل كبسولات الأدوية ,التقنية النانوية التجميع الذاتي للمواد.
وعلى الرغم من أن الحمض النووي ليس خيارا طبيعيا لتنشيط البناء الهيكلي لتطبيقات العناكب النانو مترية نظرا لافتقار هياكلها وتعددية التحفيز, درست الصحف إمكانية تمشيتة على الأوريغامي وتبديل خوارزميات الحوسبة.
أوريغامي الحمض النووي موضوع غلاف مجلة Nature في مارس 16/2006.